# Omoljica
Omoljica  (ćir.: Омољица) je naselje u općini Pančevo u Južnobanatskom okrugu u Vojvodini.

## Stanovništvo
U naselju Omoljica živi 6.518 stanovnika, od toga 5.261 punoljetnih stanovnika, a prosječna starost stanovništva iznosi 39,4 godina (38,3 kod muškaraca i 40,5 kod žena). U naselju ima 1.996 domaćinstava, a prosječan broj članova po domaćinstvu je 3,27.
| Etnički sastav 2002. |            |        |
| Narod                | Stanovnika | %      |
| Srbi                 | 5.868      | 90,02% |
| Rumunji              | 79         | 1,21%  |
| Makedonci            | 74         | 1,13%  |
| Mađari               | 61         | 0,93%  |
| Jugoslaveni          | 28         | 0,42%  |
| Romi                 | 27         | 0,41%  |
| Bugari               | 20         | 0,30%  |
| Slovaci              | 19         | 0,29%  |
| Hrvati               | 18         | 0,27%  |
| Nijemci              | 7          | 0,10%  |
| ostali               | 14         | 0,19%  |
| nepoznato            | 283        | 4,34%  |

| broj stanovnika | 5084  | 5026  | 5565  | 5693  | 6500  | 6782  | 6518  |
|                 | 1948. | 1953. | 1961. | 1971. | 1981. | 1991. | 2001. |

## Vanjske poveznice
- Karte, udaljenosti i vremenska prognoza  Arhivirana inačica izvorne stranice od 17. ožujka 2008. (Wayback Machine)